# Diwnoje (Kaliningrad, Gwardeisk)
Diwnoje (russisch Дивное, deutsch Alt Ilischken, litauisch Yliškiai) ist ein Ort in der russischen Oblast Kaliningrad im Rajon Gwardeisk. Er gehört zur kommunalen Selbstverwaltungseinheit Stadtkreis Gwardeisk. 
Der Ort befindet sich allerdings nicht (mehr) an der ehemaligen Ortsstelle Alt Ilischken, sondern im Bereich der etwa zwei Kilometer südwestlich gelegenen ehemaligen deutschen Ortsstelle Trakischkehmen/Kleintraschken, während der ehemalige Ort Alt Ilischken verlassen ist. Möglicherweise gehört auch die Besiedlung im Bereich des ehemaligen Forsthauses Jägerkrug etwa zwei Kilometer nordöstlich der ehemaligen Ortsstelle Alt Ilischken zu Diwnoje.

## Geographische Lage
Diwnoje liegt ganz im Osten des Rajon Gwardeisk und ist zwölf Kilometer von der einstigen Kreisstadt Snamensk (Wehlau) entfernt. Durch den Ort verläuft die russische Fernstraße A 216 (ehemalige deutsche Reichsstraße 138, heute auch Europastraße 77), in die hier eine Nebenstraße einmündet, die von Nowaja Derewnja (Alt Gertlauken) über Olchowka (Köllmisch Damerau) nach hier führt. Die nächste Bahnstation ist Puschkarjowo (Puschdorf) an der Bahnstrecke Kaliningrad–Nesterow (Königsberg–Stallupönen/Ebenrode), einem Teilstück der früheren Preußischen Ostbahn.

## Geschichte
Das einstige Alt Ilischken wurde um 1350 gegründet und war ein Vorwerk mit ein paar kleinen Gehöften zu Kuglacken (heute russisch: Kudrjawzewo). Damit gehörte der Ort zum Amtsbezirk Kuglacken im Kreis Wehlau und Regierungsbezirk Königsberg der preußischen Provinz Ostpreußen.
In Kriegsfolge kam Alt Ilischken mit dem nördlichen Ostpreußen 1945 zur Sowjetunion und erhielt 1947 die russische Bezeichnung Diwnoje. Gleichzeitig wurde der Ort in den Dorfsowjet Talpakenski selski Sowet im Rajon Gwardeisk, den späteren Kuibyschewski selski Sowet eingeordnet. Von 2005 bis 2014 gehörte der Ort zur Landgemeinde Sorinskoje selskoje posselenije und seither zum Stadtkreis Gwardeisk.

## Kirche
Bis 1945 war die Bevölkerung Alt Ilischkens mehrheitlich evangelischer Konfession und in das Kirchspiel der Kirche Plibischken (heute russisch: Gluschkowo) eingepfarrt. Das war Teil des Kirchenkreises Wehlau in der Kirchenprovinz Ostpreußen der Kirche der Altpreußischen Union. Heute liegt Diwnoje im Einzugsbereich der in den 1990er Jahren neu entstandenen evangelisch-lutherischen Gemeinde in Talpaki (Taplacken), einer Filialgemeinde der Auferstehungskirche in Kaliningrad (Königsberg) in der Propstei Kaliningrad der Evangelisch-lutherischen Kirche Europäisches Russland.